# サテリコン (バンド)
サテリコン（SATYRICON）は、ノルウェーにて結成されたブラックメタルバンドである。

## 略歴
1990年に結成されたデスメタルバンド、イグジマ (Eczema)が前身。1991年に音楽性をブラックメタルに転換するのを期に、バンド名をサテリコン (Satyricon)に変更した。サテリコンへのバンド名変更に併せて、サティアーが加入した。この時点のメンバーは、サティア― (Vo)、レマーチャンド (G)、ウォーゴッド (B)、エグジュータム (Ds)の4名で、当初は現在のような変則的なバンドではなかった。
1992年にウォーゴッドとエグジュータムが脱退。レマーチャンドがベースを兼任することになるが、1993年にはレマーチャンドも脱退。サテリコンの立ち上げからわずか2年で、当初メンバーはサティアーのみとなる。これを受けて、当時エンペラーで活動していたサモス (G, B)、現ドラマーのフロストが加入している。また、サティアーもレコーディングではボーカルのみならず、ギター、ベース、キーボードも担当するようになる。1996年にサモスは脱退し、ダークスローンのヴェルドゥルヴ (G)が加入するも、1997年にヴェルドゥルヴが脱退し、以降はサティアーとフロストのデュオ体制となる。また、音源のレコーディングにおいても、サティアーがドラムス以外の全ての楽器を担当しているため、ライヴにおいてはセッションミュージシャンを起用することが常であり、ギタリスト2名、ベーシスト1名、キーボーディスト1名が追加され、サティアーはボーカル専任となることがほとんどである。
2007年にはEXTREME THE DOJOでセルティック・フロスト、ナグルファーと共に初来日公演を行った。同年にLOUD PARKでも来日を果たし、ブラックメタルバンドとしては非常に珍しい、年2回の来日となった。2009年、単独来日公演も行っている。2018年、8年ぶりの4回目の来日が発表された。

## 音楽的特徴
初期は原始的なブラックメタルにトラッドさをミックスしたようなスタイルであったが、3rdアルバム『ネメシス・ディヴィーナ』では、ファストなブラストビートを基本に、シンフォニックな要素や抒情的なメロディを導入。その後も音楽性を変え、5thアルバム『Volcano』以降からはヘヴィメタルに接近したスタイルを見せ、テンポをかなり落としてギターリフを中心とした楽曲が中心となり、ブラストビートも聴かれなくなってきている。

### 思想
サティアーはあるインタビューでブラックメタルについて「ブラックメタルは必ずしもサタニックなものでなければならないというわけではない。暗澹としたものでありさえすればいい 。」と語っている。

## メンバー

### 現メンバー
- サティアー (Satyr) - ボーカル、ギター、ベース、キーボード (1991年 - )

加入時はボーカル専任だった。その後メンバーの脱退を受けて、最終的にドラムス以外の全楽器を担当することとなった。
- フロスト (Frost) - ドラムス (1993年 - )

1349、キープ・オヴ・カレシン、Zyklon-Bでも活動。

### 旧メンバー
- レマーチャンド (Lemarchand) - ギター、ベース (1990年 - 1993年)

ウルヴェルでも活動。
- サモス (Samoth) - ギター、ベース (1993年 - 1996年)

エンペラー、ザイクロン、アークチュラス、Zyklon-Bでも活動。
- ヴェルドゥルヴ (Kveldulv) - ギター (1996年 - 1997年)

他バンドでは、ノクターノ・カルト (Nocturno Culto)名義で活動している。ダークスローンでも活動。
- ウォーゴッド (Wargod) - ベース (1990年 - 1992年)
- エグジュータム (Exhurtum) - ドラムス (1990年 - 1992年)

ウルヴェル、ディム・ボルギル、カダヴァーでも活動。

### セッションメンバー
- タリム (Trym) - ドラムス (2004年)

2004年のライブにセッション参加。

## ディスコグラフィ

### アルバム
- Dark Medieval Time (1994年)
- The Shadowthrone (1994年)
- 『ネメシス・ディヴィーナ』 - Nemesis Divina (1996年)
- 『レベル・エクストラヴァガンザ』 - Rebel Extravaganza (1999年)
- Volcano (2002年)
- 『ナウ、ダイアボリカル』 - Now, Diabolical (2006年)
- 『ザ・エイジ・オヴ・ネロ』 - The Age Of Nero (2008年)
- 『サテリコン』 - Satyricon (2013年)
- Deep Calleth upon Deep (2017年)
- Satyricon & Munch (2022年)

### EP
- Megiddo (1997年)
- Intermezzo II (1999年)
- My Skin Is Cold (2008年)

### シングル
- K.I.N.G (2006年)
- The Pentagram Burns (2006年)
- Black Crow on a Tombstone (2008年)